# Receptakl

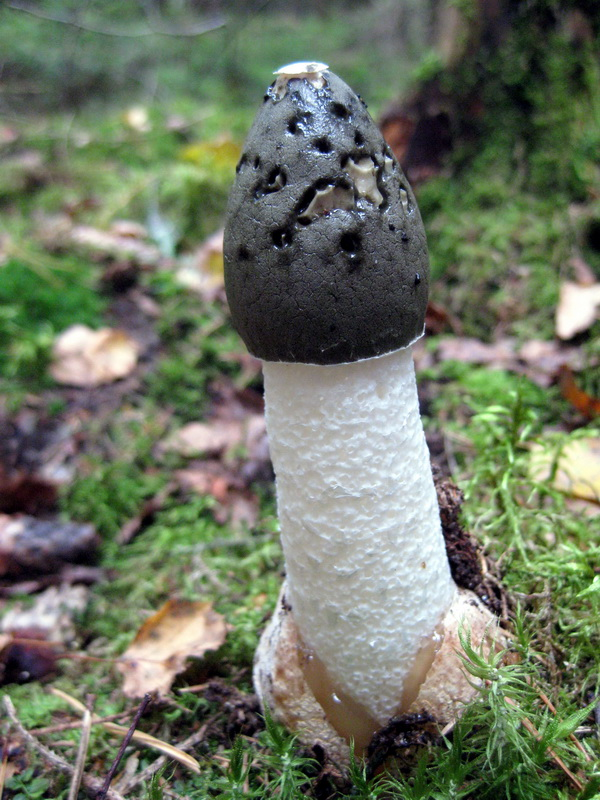
Receptakl sromotnika smrodliwego

Receptakl, receptakulum (łac. receptaculum) – rodzaj owocnika u grzybów. Wyrasta z kulistego lub jajowatego jaja i ma postać cylindrycznego, porowatego trzonu, na szczycie którego znajduje się słabo wyodrębniona główka, będącą odpowiednikiem kapelusza u grzybów kapeluszowych. Tego typu owocniki występują np. w rzędzie sromotnikowców. Główka receptakla pokryta jest śluzowatą warstwą zarodnionośną (hymenium), w którym wytwarzane są zarodniki. Warstwa ta wydziela nieprzyjemny zapach, podobny do zapachu padliny. Zwabia on owady padlinożerne, które siadają na owocniku i wyjadają warstwę hymenium, przy okazji roznosząc zarodniki grzyba. U niektórych gatunków, np. u okratka australijskiego górna część receptakla podczas dojrzewania pęka na kilka ramion, a warstwa zarodnionośna znajduje się na ich wewnętrznej stronie.